# Costel Alexe
Costel Alexe, né le 20 août 1983, est un homme politique roumain. Il est ministre de l'Environnement, de l'Eau et des Forêts depuis le 4 novembre 2019.

## Biographie
Costel Alexe, né le 20 août 1983, est membre du Parti national libéral. Docteur en climatologie et en météorologie, il devient en novembre 2019 ministre de l'Environnement du gouvernement Orban.